# العلاقات اليابانية السوفييتية
علاقات اليابان والاتحاد السوفيتي بين صعود الشيوعية في عام 1917 وانهيارها في عام 1991 طالما شابها العداء. أرسلت اليابان قوات لمواجهة الوجود البلشفي في أقصى شرق روسيا خلال الحرب الأهلية الروسية، وكان كل منهما ضد الآخر في الحرب العالمية الثانية والحرب الباردة. فوق ذلك حصلت نزاعات في جزر الكوريل وجنوب سخالين كانت مصدرًا مستمرًّا للتوتر، وحالت –إلى جانب نزاعات أصغر– دون توقيع البلدين معاهدة سلام بعد الحرب العالمية الثانية، وما زالت حتى الآن قائمة بلا حل.
لتلك التوترات التي شابت علاقاتهما جذر تاريخية عميقة، ترجع إلى تنافس الإمبراطوريتين اليابانية والروسية على الهيمنة على شمال شرق آسيا. رفضت الحكومة السوفييتية توقيع معاهدة سلام عام 1951، وفعليًّا استمرت حالة الحرب بينهما حتى عام 1956، عندما خرج إلى النور الإعلان السوفييتي الياباني المشترك. لم يوقع اليابان والاتحاد السوفييتي (وروسيا في ما بعد) حتى الآن معاهدة سلام رسمية.
تمثل العائق الرئيس أمام تحسن علاقاتهما بعد الحرب في النزاع الإقليمي على جزر الكوريل، المدعوة في اليابان المناطق الشمالية.

## الحرب الأهلية الروسية والاعتراف الرسمي (1917–1925)
ساءت العلاقات بين اليابان والاتحاد السوفييتي من عشرينيات القرن العشرين إلى أواخر أربعينياته بفوز اليابان على الإمبراطورية الروسية (التي سبقت الاتحاد السوفييتي في روسيا) في الحرب الروسية اليابانية (1904–1905). في الحرب الأهلية الروسية (1918–1921) احتلت اليابان –بوصفها عضوًا في قوات التدخُّل المتحالفة– ڤلاديڤوستوك من عام 1918 إلى عام 1922، بقوات بلغ عددها 70 ألفًا. وصلت قواتها غربًا أيضًا إلى بورياتيا وبحيرة بايكال، فاحتلت مدينة تشيتا في ترانسبايكال حتى أكتوبر عام 1920.
اعترفت اليابان بالاتحاد السوفييتي رسميًّا في يناير عام 1925، بالمؤتمر السوفييتي الياباني الأساسي. اتفقا على استمرارية معاهدة بورتسموث التي أُبرمت في عام 1905 (بين الإمبراطورية الروسية والإمبراطورية اليابانية لإنهاء لحرب الروسية اليابانية)، لكن مع وجوب إعادة النظر في اتفاقيات ومعاهدات أخرى كانت بينهما. بهذا الاتفاق اعترفت اليابان بالاتحاد السوفييتي رسميًّا. تبادلا تصديقاتهما في بكين يوم 26 فبراير عام 1925. سُجلت الاتفاقية في سلسلة معاهدات عصبة الأمم في 20 مايو عام 1925.

## جزيرة سخالين وجزر الكوريل
بعدما انهزمت روسيا في عام 1905، استولت اليابان على جزر الكوريل وجزيرة سخالين الجنوبية، وفي عام 1920 تغلب البلشفيون على جنوب سخالين، لكن في غضون عدة أشهر استحوذت اليابان عليها وبدأت تستغل نفطها وفحمها وما شابه من مواردها. بعد ضغط دولي نُقلت مديرية سخالين الشمالية إلى قبضة الاتحاد السوفييتي في عام 1925، لكن احتفظ اليابانيون بامتياز هناك. في عام 1945 استحوذ الاتحاد السوفييتي على كل سخالين وجزر الكوريل.

## 1925–1932: تعاون هادئ
في الأعوام الأولى التي تلت تأسيس العلاقات الدبلوماسية ساد الهدوء، وكان هذا غالبًا نتيجة ضبط النفس إلى حد ما في السياسات التوسعية للإمبراطورية اليابانية قبل عام 1931، ولحاجة الاتحاد السوفييتي إلى الحفاظ على التجارة، والتدهور المؤقت لعلاقات الصين والسوفييت خلال فترة تحاربهما في عام 1929.
في عام 1925 بُعيد تأسس العلاقات، سحبت الحكومة اليابانية قواتها من الجزء الشمالي من سخالين، الذي كانت قد استحوذت عليه في التدخل السيبيري.
كان من الخطوات المهمة في تلك الفترة: إبرام اتفاقية المسامك السوفييتية اليابانية في 23 يناير عام 1928، وهي اتفاقية سمحت للمواطنين اليابانيين بالصيد في مياه المحيط الهادئ المجاورة للساحل السوفييتي. تبادلا تصديقاتهما في طوكيو يوم 23 مايو عام 1928. وسُجلت الاتفاقية في سلسلة معاهدات عصبة الأمم في 5 سبتمبر عام 1928.

## 1932–1945: تدهور العلاقات ثم الحرب
بعد الغزو الياباني لمنشوريا، وتأسيس دولة مانشوكو الدمْية في عام 1932، حولت اليابان اهتماماتها العسكرية إلى الأراضي السوفييتية. تدهورت علاقاتهما جدًّا بعد عام 1936، ويرجع ذلك إلى اتفاقية مضادة للكومنترن أبرمتها اليابان وألمانيا النازية في عام 1936، مكافَحةً للشيوعية الدولية.
حصلت أول واقعة حدودية كبرى بين السوفييتين واليابانيين في بريمورسكي –غير بعيد من ڤلاديڤوستوك–، في معركة بحيرة خاسان عام 1938.